# Наррільйос-дель-Ребольяр
Наррільйос-дель-Ребольяр (ісп. Narrillos del Rebollar) — муніципалітет в Іспанії, у складі автономної спільноти Кастилія-і-Леон, у провінції Авіла. Населення — 51 особа (2010).
Муніципалітет розташований на відстані близько 110 км на захід від Мадрида, 22 км на захід від Авіли.
На території муніципалітету розташовані такі населені пункти: (дані про населення за 2010 рік)
- Бенітос: 20 осіб
- Наррільйос-дель-Ребольяр: 31 особа

## Демографія
Динаміка населення (INE ):